# Suidong, Guangdong
Suidong (kinesiska: 穗东) är ett stadsdelsdistrikt (jiedao) i sydöstra Kina. Det ligger i stadsdistriktet Huangpu i provinshuvudstaden Guangzhou i provinsen Guangdong, omkring 25 kilometer öster om centrala Guangzhou. Antalet invånare är 45 025. Befolkningen består av 18 975 kvinnor och 26 050 män. Barn under 15 år utgör 9,0 %, vuxna 15-64 år 87 %, och äldre över 65 år 3,0 %.